# Leucanopsis daltoni
Leucanopsis daltoni är en fjärilsart som beskrevs av William Schaus 1941. Leucanopsis daltoni ingår i släktet Leucanopsis och familjen björnspinnare. Inga underarter finns listade i Catalogue of Life.